# Société anonyme des Charbonnages de Wérister

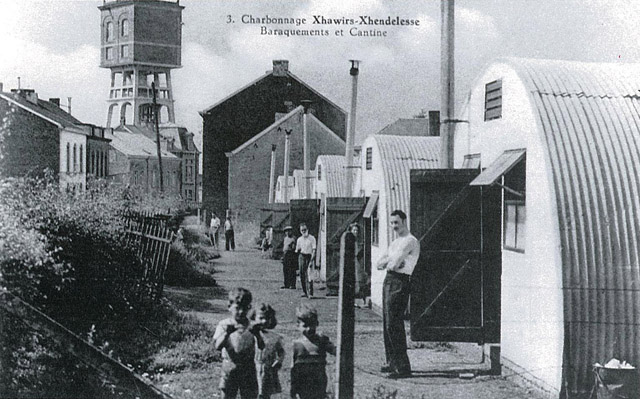
Barakken en schachtbok van de schacht Xhawirs

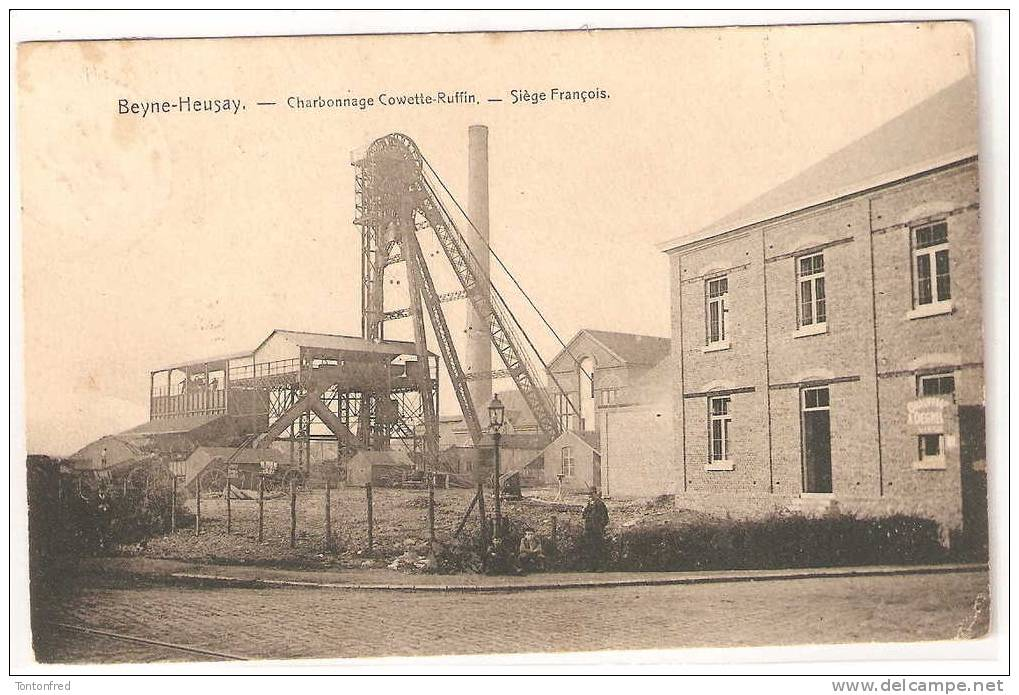
Voormalige mijn van Cowette

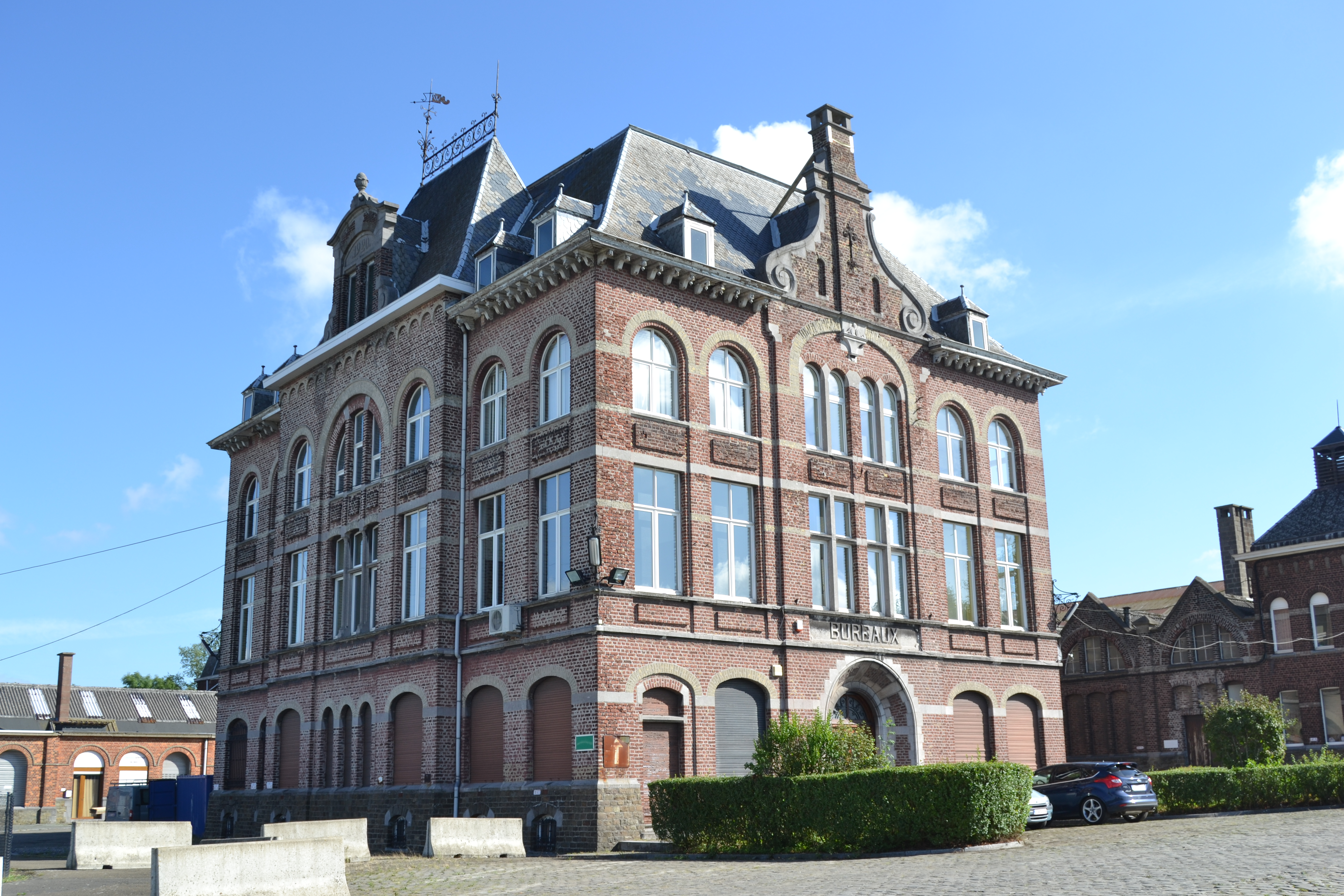
Voormalig hoofdkwartier (1926) te Romsée

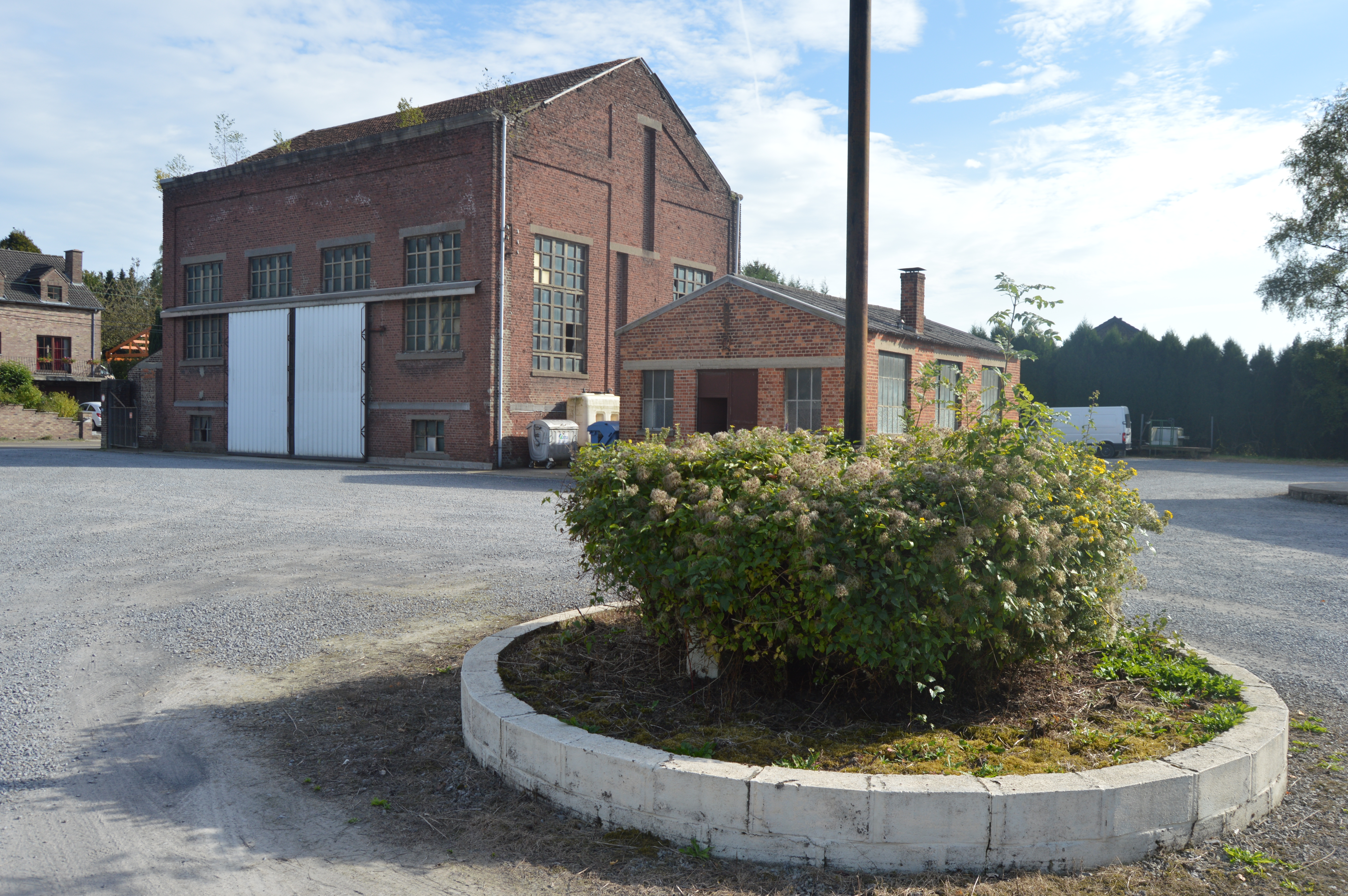
Voormalige schachten en gebouwen van de mijn Soxhluse te Fléron

De Société anonyme des Charbonnages de Wérister was een Belgisch steenkoolmijnbouwbedrijf dat actief was in het Luiks steenkoolbekken ten oosten van de Maas, in het Land van Herve.
De concessie bestond uit twee gedeelten: Het meest westelijke lag op het grondgebied van Fléron en Beyne-Heusay, terwijl het oostelijke deel zich op het grondgebied van Soumagne en Herve bevond. De concessie van de Société anonyme des Charbonnages du Hasard bevond zich tussen deze twee gedeelten in.

## Geschiedenis
Reeds in 1594 was er sprake van steenkoolontginningen in deze streek, terwijl de naam Wérister voor het eerst verscheen in 1684. Grootschalige winning begon in 1827, toen de mijn van Wérister ook de concessie Nooz-Donné opnam, en aldus een oppervlakte van 101 ha ging beslaan. In 1873 werd een maatschappij opgericht die ook de concessie van Fond des Fawes overnam en een kwart van de concessie Foxhalle. Hiermee bedroeg de concessie reeds 208 ha. In 1874 werd de maatschappij omgezet in een naamloze vennootschap. Met het aangetrokken kapitaal werden meer uitbreidingen gefinancierd: Foxhalle werd in zijn geheel overgenomen (1883), Onhons-Grand Fontaine in 1890 en Cowette-Ruffin in 1919, waarmee honderden hectare aan de concessie werden toegevoegd. In 1927 werd de concessie van de Société anonyme des Charbonnages de Herve-Wergifosse, welke 1943 ha bedroeg, overgenomen. In 1928 volgde Fond Piquette, en in 1931 volgde de Société anonyme des Charbonnages de la Basse Ransy. In hetzelfde jaar werd La Chartreuse overgenomen van de Société anonyme des Charbonnages de la Chartreuse et Violette. In het topjaar 1937 werkten er 2100 mensen en werd 620 kton steenkool gewonnen.
In 1939 werd nog de concessie La Rochette overgenomen en in 1958 die van Herve Wergifosse, waarmee de totale oppervlakte op 4897 ha kwam.
In 1967 sloot de eerste mijn van deze maatschappij, en in 1969 werd de laatste mijn, die van Xhawirs, voorgoed buiten bedrijf gesteld.
De maatschappij heeft in 1905 een fabrieksnederzetting (cité ouvrière) gesticht. Ook een polikliniek en een bewaarschool werden door de maatschappij gesticht, evenals een school voor mijningenieurs.
Na de sluiting van de mijnen is de maatschappij nog actief geweest op terreinen waarin ze expertise had opgebouwd, zoals transport, elektromechanica en bouwmaterialen.

## Heden
Het voormalige hoofdkantoor is nog aanwezig te Romsée. De terreinen zijn voor een deel in gebruik genomen door andere bedrijven en activiteiten. Ook een aantal dichtgemaakte schachten, mét gedenksteen, zijn nog te vinden.